# Sichtfläche
Die Sichtfläche ist das Gelände, das nach § 11 der Eisenbahn-Bau- und Betriebsordnung für Straßenverkehrsteilnehmer bei ihrer Annäherung an einen Bahnübergang von Sichtbehinderungen so frei gehalten werden muss, dass sie „bei richtigem Verhalten auf Grund der Sichtverhältnisse die Bahnstrecke so weit und in einem solchen Abstand übersehen können, dass sie bei Anwendung der im Verkehr erforderlichen Sorgfalt den Bahnübergang ungefährdet überqueren oder vor ihm anhalten können“. Die Ausdehnung der Sichtfläche ist auch von der zulässigen Höchstgeschwindigkeit für die Straßenverkehrsteilnehmer abhängig. 